# Liste der namibischen Botschafter in Brasilien

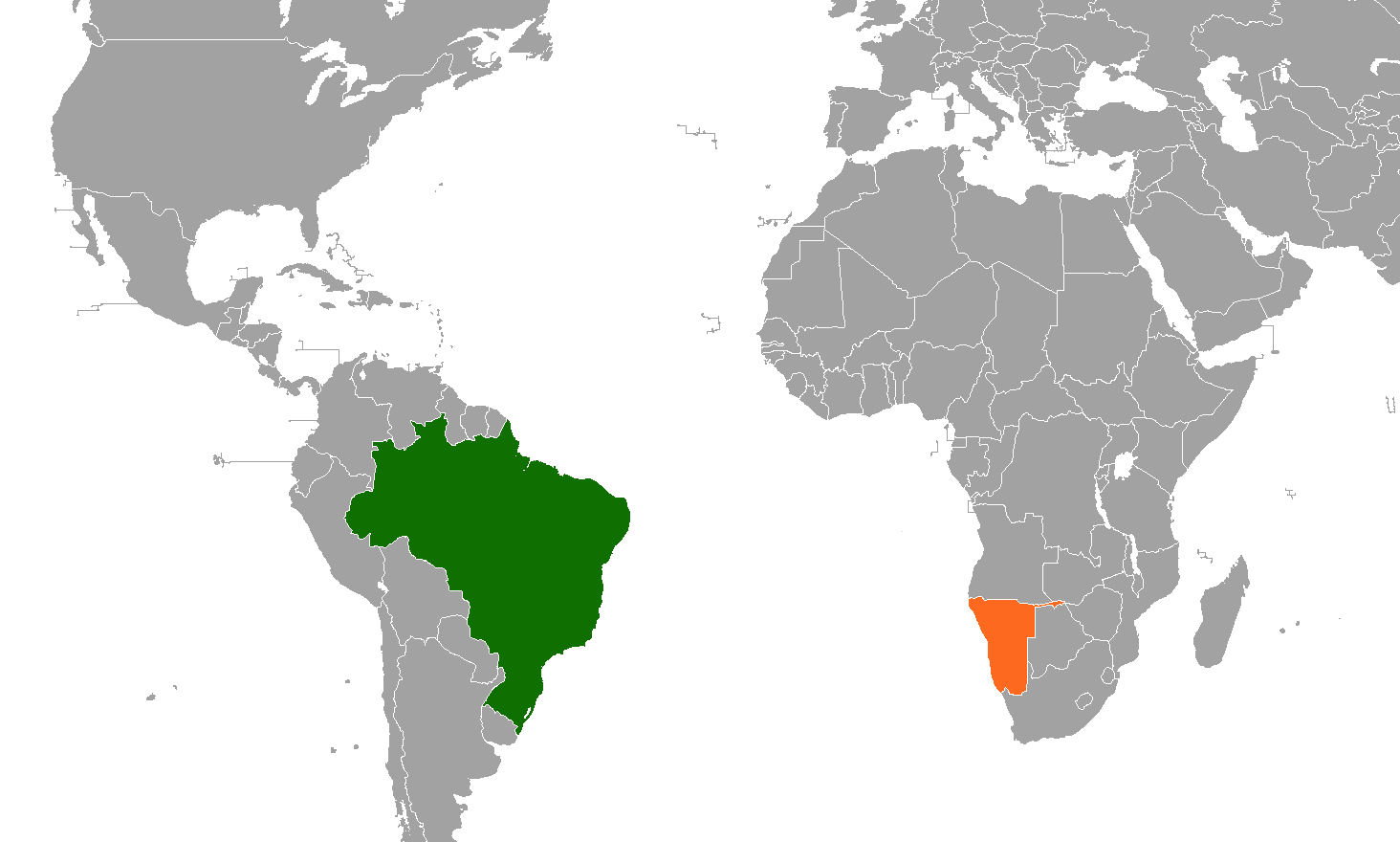
Brasilien und Namibia

Dies ist die Liste der namibischen Botschafter in Brasilien.

## Botschafter
- 2004–2005: Patrick Nandago
- 2006–2010: Hopelong Ipinge
- 2010–2015: Lineekela Mboti
- 2016–2020: Samuel Nuuyoma
- seit 2020: Mbapeua Muvangua